# Lindau (Bodensee)
Lindau (Bodensee) (hist. Lindau im Bodensee) – miasto powiatowe w południowych Niemczech, w kraju związkowym Bawaria, w rejencji Szwabia, w regionie Allgäu, siedziba powiatu Lindau (Bodensee). Leży nad Jeziorem Bodeńskim. Jest portem żeglugi śródlądowej i ośrodkiem turystycznym. Najstarsza część miasta leży na wyspie o powierzchni 0,68 km².
Od roku 1951 w mieście odbywają się coroczne zjazdy laureatów nagrody Nobla.

## Historia
W części miasta położonej na stałym lądzie zachowały się ślady osadnictwa rzymskiego z I wieku naszej ery. Z roku 882 pochodzi pierwsza pisemna wzmianka na temat klasztoru żeńskiego na wyspie Lindau. Obok klasztoru istniała wówczas niewielka osada rybacka. Pod koniec XI wieku na wyspie tej powstaje osiedle kupieckie, zaczątek obecnego miasta. Dzięki korzystnemu położeniu na transalpejskim szlaku kupieckim miasto szybko się rozwija i utrzymuje regularne stosunki handlowe z Włochami (tekstylia, przyprawy i owoce cytrusowe). Kwitnie także handel z innymi miastami położonymi nad Jeziorem Bodeńskim (sól, drewno, zboże, ryby). Pod koniec XIII wieku król Rudolf I Habsburg podnosi Lindau do rangi Wolnego miasta Rzeszy, podlegającego bezpośrednio koronie. W latach 1496/97 w Starym Ratuszu w Lindau obradował sejm Rzeszy. W okresie reformacji miasto przyjmuje wyznanie protestanckie (1528).
Podczas wojny trzydziestoletniej Lindau broniło się skutecznie przed oblężeniem wojsk szwedzkich. W roku 1728 pożar zniszczył znaczną część zabudowy historycznej miasta – zniszczone budynki odbudowano w stylu barokowym. W wyniku mediatyzacji dokonanej w całych Niemczech w 1802 roku Lindau straciło status wolnego miasta, dostało się na krótko pod panowanie austriackie, a w 1806 roku przeszło pod panowanie bawarskie.
W 1838 roku do portu w Lindau zawinął pierwszy statek parowy. W roku 1853 powstała grobla kolejowa łącząca wyspę Lindau ze stałym lądem, zaś w 1856 roku nowy reprezentacyjny port. Na coraz szerszą skalę rozwijała się turystyka, powstały liczne hotele.
Po zakończeniu II wojny światowej miasto Lindau wraz z okolicami uzyskało specjalny status państwowoprawny, ponieważ leżało pomiędzy francuską strefą okupacyjną Niemiec a francuską strefą okupacyjną Austrii. Bawaria, w granicach której leży Lindau, znajdowała się pod okupacją amerykańską. By uzyskać korytarz lądowy łączący francuskie strefy okupacyjne w Niemczech i w Austrii, powiat Lindau (Bodensee) został wyłączony z granic Bawarii i przyłączony do strefy francuskiej. Utworzone w roku 1946 Prezydium Powiatowe pełniło funkcje rządu krajowego i było niezależne od rządu bawarskiego. Dopiero 1 września 1955 Lindau wróciło w granice Bawarii.

## Zabytki

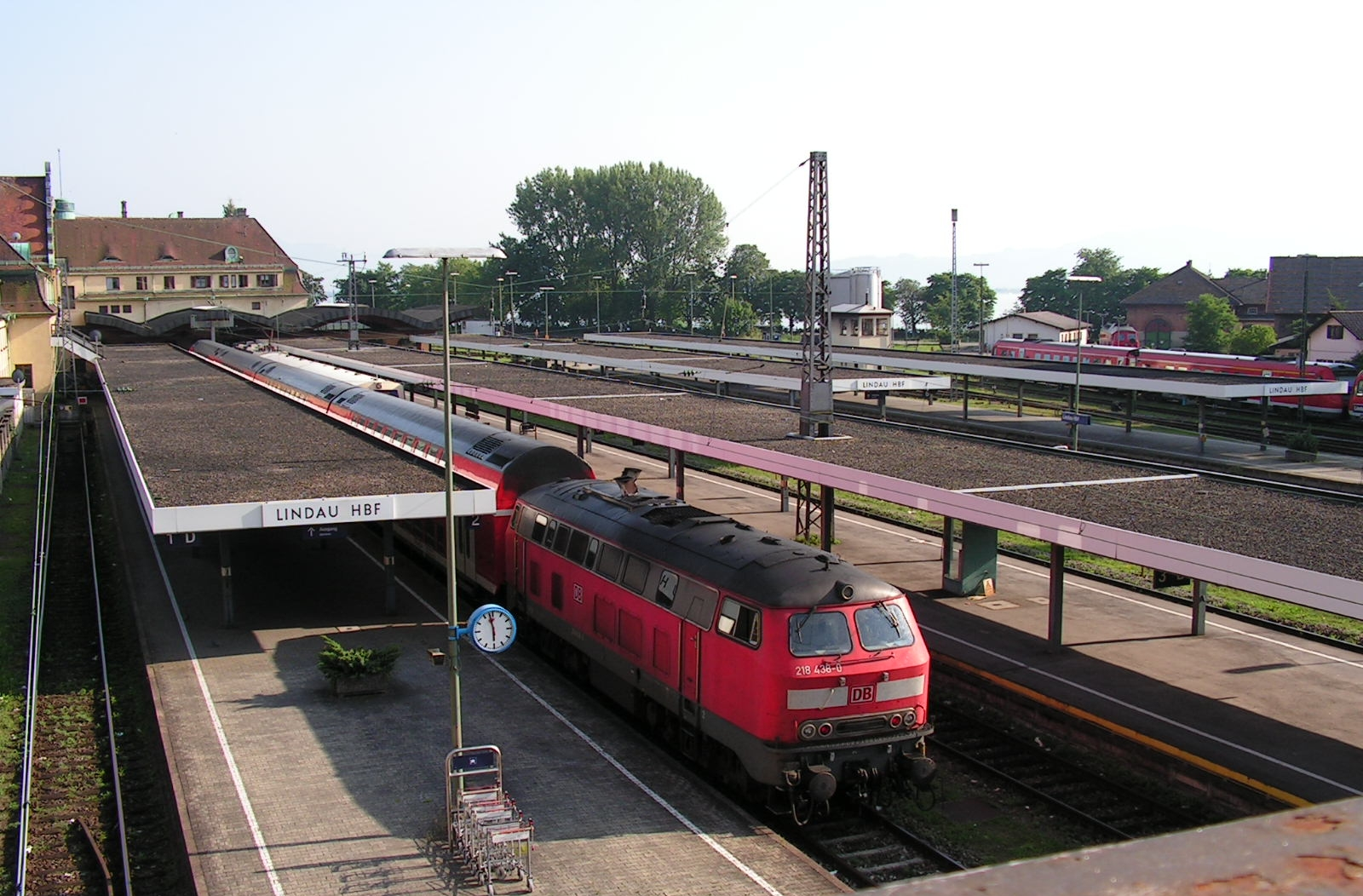
Stacja kolejowa na wyspie Lindau

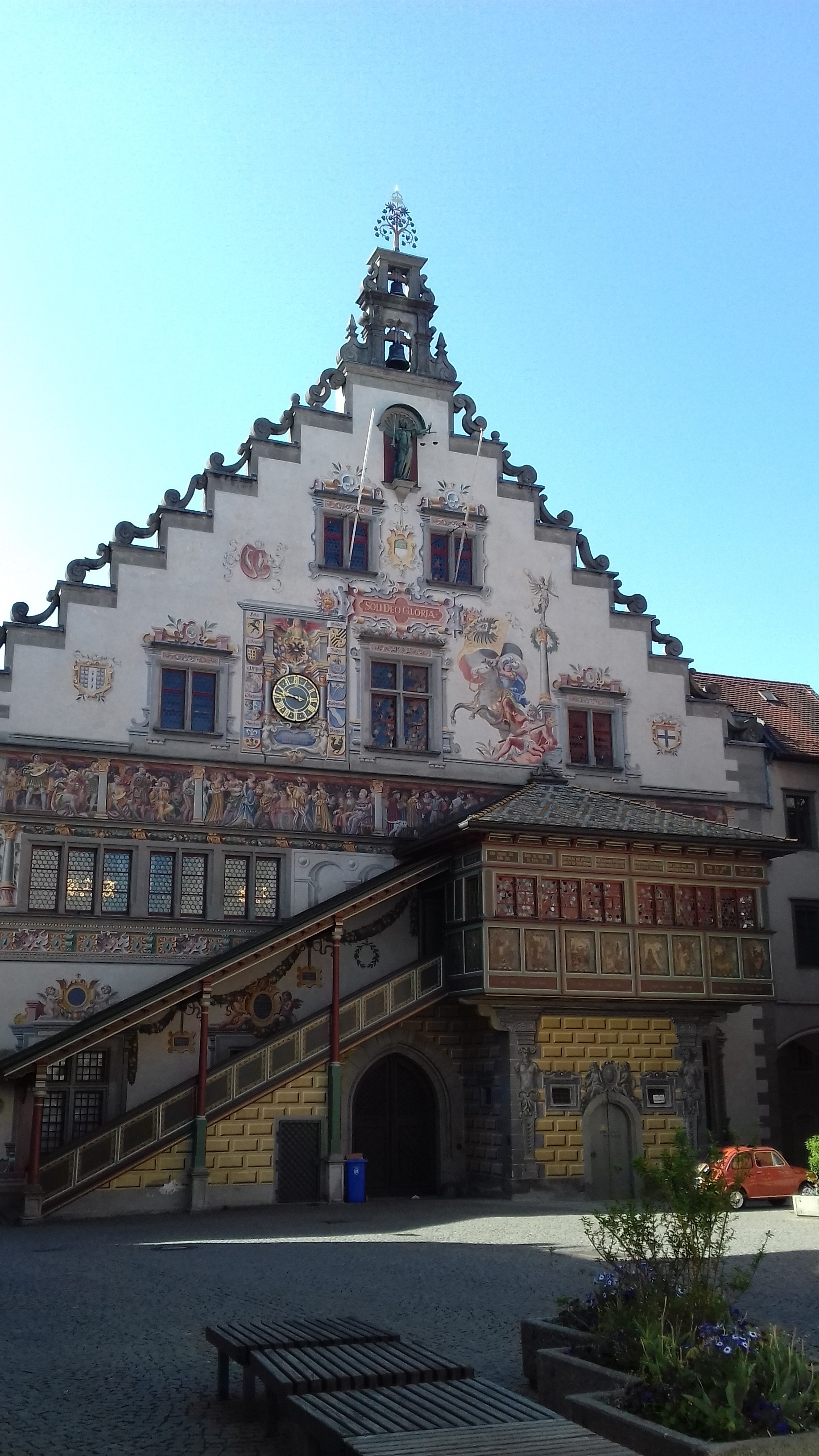
Stary Ratusz

- Stary Ratusz (Altes Rathaus) – fasada bogato zdobiona freskami
- Kościół św. Piotra (Peterskirche) – ok. VIII wieku
- Kościół pw. Najświętszej Maryi Panny (Münster Unserer Lieben Frau) – barokowe freski
- wieże: Diebsturm i Mangturm
- zabytki techniki: dworzec kolejowy i port z połowy XIX wieku

## Dzielnice
W skład miasta wchodzą następujące dzielnice:
- Bad Schachen
- Reutin
- Aeschach
- Zech
- Insel
- Oberreitnau
- Unterreitnau
- Hoyren
- Schönau

## Polityka
Nadburmistrzem miasta jest Gerhard Ecker.

### Rada miasta
|      | CSU | SPD | Lista Bunte | Wolny Związek Obywatelski | Inicjatywa Wyborcza Lindau | ödp/GLBL | Razem |
| ---- | --- | --- | ----------- | ------------------------- | -------------------------- | -------- | ----- |
| 2008 | 12  | 4   | 6           | 4                         | 3                          | 1        | 30    |

## Współpraca
Miejscowości partnerskie:
- Francja: Chelles od 1964
- Saksonia-Anhalt: Lindau od 1984
- Szwajcaria: Reitnau
- Rosja: Sierpuchow